# Nelson Xavier
Nelson Xavier (São Paulo, 1941. augusztus 30. – Uberlândia, 2017. május 10.) brazil színész.

## Filmjei

### Mozifilmek
- Fronteiras do Inferno (1959)
- Cidade Ameaçada (1960)
- Os Fuzis (1964)
- Seara Vermelha (1964)
- A halott asszony (A Falecida) (1965)
- Três Histórias de Amor (1966)
- El ABC del amor (1967)
- Arrastão (1967)
- Blablablá (1968, rövidfilm)
- Massacre no Supermercado (1968)
- Desesperato (1968)
- Os deuses E Os Mortos (1970)
- Jardim de Guerra (1970)
- É Simonal (1970)
- Dois Perdidos numa Noite Suja (1971)
- As Confissões de Frei Abóbora (1971)
- A Culpa (1971)
- Vai Trabalhar Vagabundo (1973)
- Ovelha Negra, Uma Despedida de Solteiro (1974)
- A Rainha Diaba (1974)
- Feminino Plural (1976)
- Flór asszony és két férje (Dona Flor e Seus Dois Maridos) (1976)
- Soledade, a Bagaceira (1976)
- Marília e Marina (1976)
- Gordos e Magros (1976)
- A Queda (1978)
- O Bandido Antonio Do (1978)
- A Rainha do Rádio (1979)
- O Bom Burguês (1979)
- Amor e Traição (1979)
- Bububu no Bobobó (1980)
- Eles Não Usam Black-Tie (1981)
- Tensão no Rio (1982)
- Gabriela (1983)
- O Mágico e o Delegado (1983)
- O Cangaceiro Trapalhão (1983)
- Para Viver Um Grande Amor (1984)
- O Príncipe do Fogo (1985, rövidfilm)
- O Rei do Rio (1985)
- Holdfény Parador felett (Moon Over Parador) (1988)
- Césio 137 - O Pesadelo de Goiânia (1990)
- Játék az Úristen pályáján (At Play in the Fields of the Lord) (1991)
- Vai Trabalhar, Vagabundo II (1991)
- Lamarca (1994)
- Boca (1994)
- Sombras de Julho (1995)
- Napumoceno végrendelete (O Testamento do Senhor Napumoceno) (1997)
- A riói lány (Chica de Río) (2001)
- Lua Cambará - Nas Escadarias do Palácio (2002)
- Benjamim (2003)
- Narradores de Javé (2003)
- Sonhos Roubados (2009)
- Chico Xavier (2010)
- Os Sonhos de um Sonhador: A História de Frank Aguiar (2010)
- As Mães de Chico Xavier (2011)
- O Filme dos Espíritos (2011)
- O Gerente (2011)
- A Dama do Estácio (2012, rövidfilm)
- A Despedida (2014)
- Szeméttelep (Trash) (2014)
- A Floresta Que Se Move (2015)
- Rondon, o Desbravador (2016)
- Comeback (2016)

### Tv-filmek
- Negro Léo (1986)
- Les cavaliers aux yeux verts (1990)
- Memorial de Maria Moura (1994)
- Dom (2006)

### Tv-sorozatok
- Grande Teatro Tupi (1957, 1959, két epizódban)
- Sangue e Areia (1968)
- João da Silva (1973)
- Lampião e Maria Bonita (1982)
- Sol de Verão (1982)
- Voltei pra Você (1983)
- Tenda dos Milagres (1986, 30 epizódban)
- Hipertensão (1986)
- O Pagador de Promessas (1988, kilenc epizódban)
- Kananga do Japão (1989)
- Pokoli paradicsom (Riacho Doce) (1990)
- A História de Ana Raio e Zé Trovão (1990)
- Pedra Sobre Pedra (1992)
- Renascer (1993)
- Irmãos Coragem (1995)
- Você Decide (1995–2000, öt epizódban)
- A Vida Como Ela É... (1996, egy epizódban)
- Salsa e Merengue (1996)
- A bestia (Anjo Mau) (1997)
- Suave Veneno (1999)
- Estrela-Guia (2001)
- Senhora do Destino (2004–2005, 116 epizódban)
- América (2005, kilenc epizódban)
- Belíssima (2005–2006, 66 epizódban)
- Sítio do Pica-Pau Amarelo (2007, 90 epizódban)
- A Favorita (2008, 26 epizódban)
- Casos e Acasos (2008, egy epizódban)
- Joia Rara (2013, három epizódban)